# Vlaamse Handbalvereniging
De Vlaamse Handbalvereniging (VHV) is een Belgische sportfederatie die de handbalsport in Vlaanderen coördineert.

## Geschiedenis
De VHV werd opgericht op 26 november 1976 te Merksem, ten gevolge van de regionalisering, als Vlaamse vleugel van de Koninklijke Belgische Handbalbond (KBHB). Haar Franstalige tegenhanger is de Ligue Francophone de Handball (LFH). Eerste voorzitter werd Jef Wuyts.

## Structuur
De hoofdzetel is gelegen te Zelem. Huidig voorzitter is Bart Danhieux.

### Bestuur
| Periode      | Voorzitter        |
| ------------ | ----------------- |
| 1977 - 1979  | Jef Wuyts         |
| 1979 - 1980  | Denis Ledegen     |
| 1980 - 1984  | Herman Bosmans    |
| 1984 - 1986  | Jean Bomans       |
| 1986 - 1993  | Frans Stinissen   |
| 1993 - 1997  | Luc Maréchal      |
| 1997 - 2009  | Hubert Blootacker |
| 2009 - 2015  | Luc Tack          |
| 2015 - 2018  | Wim Vos           |
| 2018 - heden | Bart Danhieux     |

| Periode      | Secretarissen-generaal         |
| ------------ | ------------------------------ |
| 1977 - 1979  | Norbert De Jongh               |
| 1979 - 1982  | Piet Moons                     |
| 1982 - 1983  | Louis Somers                   |
| 1983 - 1984  | Dirk Baert                     |
| 1984 - 1992  | Hans Van Haute                 |
| 1992 - 2005  | Marc Gysels                    |
| 2005 - 2015  | David Van Dorpe                |
| 2015 - 2016  | Katrien De Backer (ad-interim) |
| 2016 - 2018  | Linde Panis                    |
| 2018         | Patrick De Mot (ad-interim)    |
| 2018 - 2019  | Tim Mogal (ad-interim)         |
| 2019 - 2020  | Tina Muyllaert                 |
| 2020 - 2021  | Patrick Boes                   |
| 2021 - heden | Dries Boulet                   |